# 다니 눈쿠
다니 아킬레스 눈쿠 천쿠  (Dany Achille Nounkeu Tchounkeu, 1986년 4월 11일 ~ )는 카메룬의 축구 선수다. 포지션은 중앙 수비수다. 현재 아르타/솔라7 소속이다.